# Aleksy Melcer
Aleksy Melcer (ur. 15 kwietnia 1923 w Hajnówce, zm. 6 października 1974) – uczestnik II wojny światowej, oficer aparatu bezpieczeństwa PRL.

## Życiorys
Pochodził z rodziny białoruskiej. W drugiej połowie lat 30. działał w KZMP. W 1938 skończył w Hajnówce szkołę powszechną, a w 1940 6 miesięcy szkoły w Saratowie. W 1941 powołany do Armii Czerwonej, walczył na froncie wschodnim. Od 23 marca 1946 był funkcjonariuszem Wojewódzkiego Urzędu Bezpieczeństwa Publicznego w Białymstoku. 1 marca 1951 został przeniesiony do WUBP w Gdańsku na stanowisko zastępcy naczelnika, a następnie naczelnika Wydziału Personalnego. Od 1 października 1955 inspektor Inspektoratu Kierownictwa Wojewódzkiego Urzędu ds. Bezpieczeństwa Publicznego w Gdańsku.

## Odznaczenia
- Order Czerwonej Gwiazdy
- Order Czerwonej Gwiazdy
- Medal „Za Odwagę”
- Medal „Za zwycięstwo nad Niemcami w Wielkiej Wojnie Ojczyźnianej 1941–1945”
- Medal Zwycięstwa i Wolności 1945
- Srebrny Krzyż Zasługi
- Medal 10-lecia Polski Ludowej
- Odznaka „10 Lat w Służbie Narodu”